# François-Antoine de Montagnac
François-Antoine de Montagnac est un homme politique français né le 29 décembre 1764 à Riom (Puy-de-Dôme) et décédé le 3 septembre 1825 à Clermont-Ferrand (Puy-de-Dôme).

## Biographie
Il est le fils d'Antoine de Montagnac, marquis des Lignières, et de Jeanne Antoinette de Lastic.
Il est aussi le neveu de François de Lastic, comte de Sioujac, baron de Parentignat.
Émigré sous la Révolution, il sert dans l'Armée des Princes puis rentre en France sous le Consulat. 
Propriétaire à Saint Sandoux, il est maire de la commune de 1813 à 1816.
Il est élu député du Puy-de-Dôme de 1816 à 1821, siégeant à droite.

### Mariage
Il épouse à Paris, paroisse Saint Sulpice, le 23 novembre 1784, Aglaé Françoise Emmanuelle Chapt de Rastignac (Paris, paroisse Saint Sulpice, 12 mars 1768 - Clermont-Ferrand, 18 juin 1832), fille de Jacques Gabriel Chapt, marquis de Rastignac, maréchal de camp, et de Angélique Rosalie de Hautefort.
Elle était la sœur de Pierre Chapt, marquis de Rastignac, celle de Charles Chapt, comte de Rastignac, et la petite-fille d'Emmanuel Dieudonné de Hautefort. Ce mariage reste sans descendance.

## Sources
- « François-Antoine de Montagnac », dans Adolphe Robert et Gaston Cougny, Dictionnaire des parlementaires français, Edgar Bourloton, 1889-1891 [détail de l’édition]